# Jaroslav Jarkovský
Jaroslav Jarkovský (18. listopadu 1887 České Meziříčí – 17. října 1952 Pardubice) byl český hokejista, jeden z hokejových průkopníků v Čechách.

## Sportovní kariéra
Hrál v klubu SK Slavia Praha. V roce 1909 byl účastníkem prvního mezinárodního hokejového turnaje ve francouzském Chamonix. Na turnaji nastoupil ve všech čtyřech utkáních, které český tým odehrál. V zápase proti Švýcarům 24. ledna vstřelil svůj jediný gól na turnaji. V letech 1911 – 1913 úspěšně reprezentoval na mistrovstvích Evropy. Na svém prvním mistrovství Evropy v roce 1911 vstřelil hned v prvním utkání proti Švýcarsku pět gólů a pomohl tak k výhře 13:0. V zápase proti Německu dal dva góly a v posledním střetnutí dal rovněž dva góly i Belgii. Podařilo se mu tak skórovat ve všech utkáních na turnaji a pomohl týmu k zisku prvního titulu na ME. O rok později vstřelil na mistrovství Evropy hattrick hned v prvním zápase proti Rakousku, v dalším zápase proti Německu se neprosadil. Přesto česká reprezentace turnaj vyhrála, později byly ale výsledky po německých protestech anulovány. Na Mistrovství Evropy v ledním hokeji 1913 obsadila česká reprezentace druhé místo. Jarkovský vstřelil dva góly v zápase proti Rakousku.
Celkově odehrál v reprezentačním dresu v období od 23. ledna 1909 – 27. ledna 1913 dvanáct utkání, ve kterých vstřelil 16 branek. V některých zápasech zastával i roli kapitána týmu. Po vypuknutí první světové války v roce 1914 narukoval a v průběhu obdržel medaili za statečnost. Po skončení války už hokejovou kariéru neobnovil. Ve 40. letech 20. století žil v Rosicích u Pardubic, kde v roce 1939 spoluzakládal místní hokejový klub.

## Statistiky

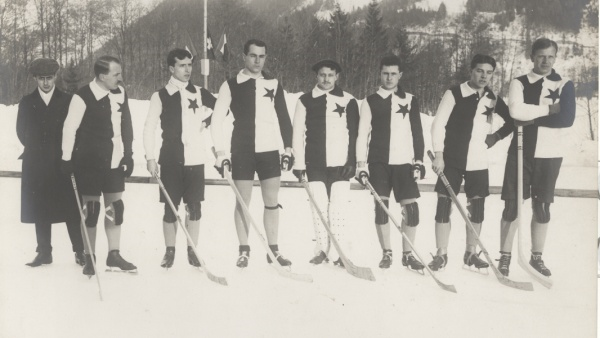
Slavia Praha na turnaji v Chamonix v roce 1912, Jaroslav Jarkovský je čtvrtý zleva.

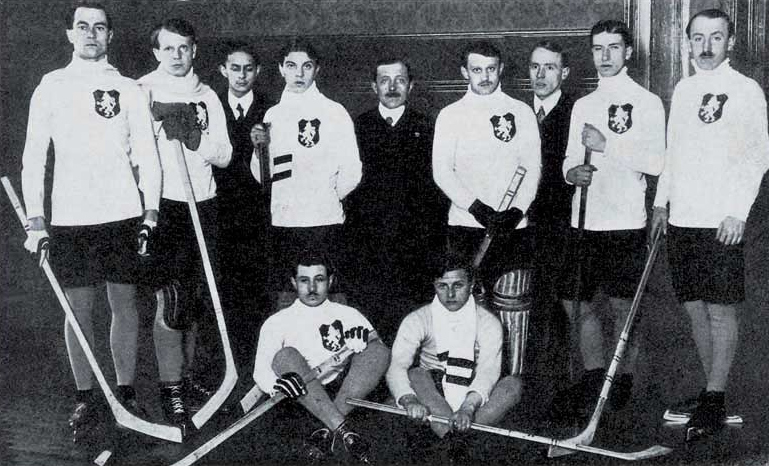
České hokejové mužstvo - mistr Evropy 1911, Jaroslav Jarkovský je první zleva.

### Klubové statistiky
| Sezona  | Klub            | Soutěž | Základní část | Základní část | Základní část | Základní část | Základní část | Play off | Play off | Play off | Play off | Play off |
| Sezona  | Klub            | Soutěž | Z             | G             | A             | B             | TM            | Z        | G        | A        | B        | TM       |
| ------- | --------------- | ------ | ------------- | ------------- | ------------- | ------------- | ------------- | -------- | -------- | -------- | -------- | -------- |
| 1910-11 | SK Slavia Praha | —      | —             | —             | —             | —             | —             | —        | —        | —        | —        | —        |
| 1911-12 | SK Slavia Praha | —      | —             | —             | —             | —             | —             | —        | —        | —        | —        | —        |
| 1912-13 | SK Slavia Praha | —      | —             | —             | —             | —             | —             | —        | —        | —        | —        | —        |

### Reprezentační statistiky
| Rok  | Tým   | Událost | Z | G | A | B | TM |
| ---- | ----- | ------- | - | - | - | - | -- |
| 1911 | Čechy | ME      | 3 | 9 | 0 | 9 | —  |
| 1912 | Čechy | ME      | 2 | 3 | 0 | 3 | —  |
| 1913 | Čechy | ME      | 3 | 2 | 0 | 2 | —  |